# Radvaň nad Dunajom
Radvaň nad Dunajom és un poble i municipi d'Eslovàquia que es troba a la regió de Nitra, al sud-oest del país i compta amb una població de 707 habitants.

## Història
S'esmenta el 1260 com un poble petit. El 1606 es va signar a la població un tractat Pau de Zsitvatorok entre l'Arxiducat d'Àustria i l'Imperi Otomà. Les negociacions van començar a Žitva (Žitavská Tôňa aleshores), en uns vaixells als riu. La pau va posar fi a la «Guerra Llarga» o «Guerra dels Quinze Anys» que durava del 1593 i cada any reprenia però no es resolia amb cap victòria decisiva per cap dels dos bàndols. La revolta d'István Bocskai contra els Habsburg va permetre als otomans consolidar les seves posicions i negociar en millor posició. El 9 de febrer de 1606 a Viena, Bocksai i els Habsburg van arribar a un acord. El 29 d'octubre de 1606 es van iniciar les negociacions a tres. L'emperador Rodolf II hi fou representat per Ernst Molart, i el sultà Ahmet I pel beglerbegi de Buda Ali Pasha; Bosckai estava representat pel baró István Illéházy. El tractat es va signar l'11 de novembre de 1606 i tenia una durada de 20 anys. El tractat es va modificar per un protocol separat signat a Újvar (Érsek) o Nové Zámky el març de 1608 i ratificar pel sultà l'11 d'octubre de 1608. El tractat prohibia els atacs a les fortaleses i la captura de presoners (i els ja fets havien de ser alliberats); l'emperador havia de fer un pagament únic de 200.000 florins; les fortaleses ocupades pels austríacs al comtat de Nógrád restaven en mans dels Habsburg, però Esztergom i rodalia quedaven en mans dels otomans; la sort de Kanizsa quedava ajornada per un futur acord.

## Demografia
| Godina             | 1994 | 2004   | 2014   | 2024   |
| ------------------ | ---- | ------ | ------ | ------ |
| Nombre de persones | 749  | 747    | 709    | 710    |
| Diferència         |      | −0,26% | −5,08% | +0,14% |

| Godina             | 2023 | 2024   |
| ------------------ | ---- | ------ |
| Nombre de persones | 708  | 710    |
| Diferència         |      | +0,28% |